# NGC 1988
NGC 1988 é uma estrela na direção da constelação de Taurus. O objeto foi descoberto pelo astrônomo Jean Chacornac em 1855, usando um telescópio refrator com abertura de 10 polegadas. 